# Myron Scholes
Myron S. Scholes (Timmins, Ontario; 1 de julio de 1941) es un economista, matemático y abogado canadiense.

## Biografía
Graduado MBA de la University of Chicago Booth School of Business, fue laureado con el Premio del Banco de Suecia en Ciencias Económicas en memoria de Alfred Nobel en 1997, compartido con Robert C. Merton, por sus trabajos para calcular el precio de las opciones financieras. 
Junto a Fischer Black y Merton desarrolló el modelo de Black-Scholes, que permitió el gran desarrollo de la utilización de estos instrumentos financieros. Todos los modelos binomiales de opciones han evolucionado a partir de este concepto.